# 러시아 타워
러시아 타워(러시아어: Башня Россия; Bashnya Rossiya)는 러시아 모스크바 모스크바 국제 비즈니스 센터에 건설하려 했던 초고층 빌딩이다.
2009년 러시아 경제사정 악화로 취소되었다.

## 갤러리

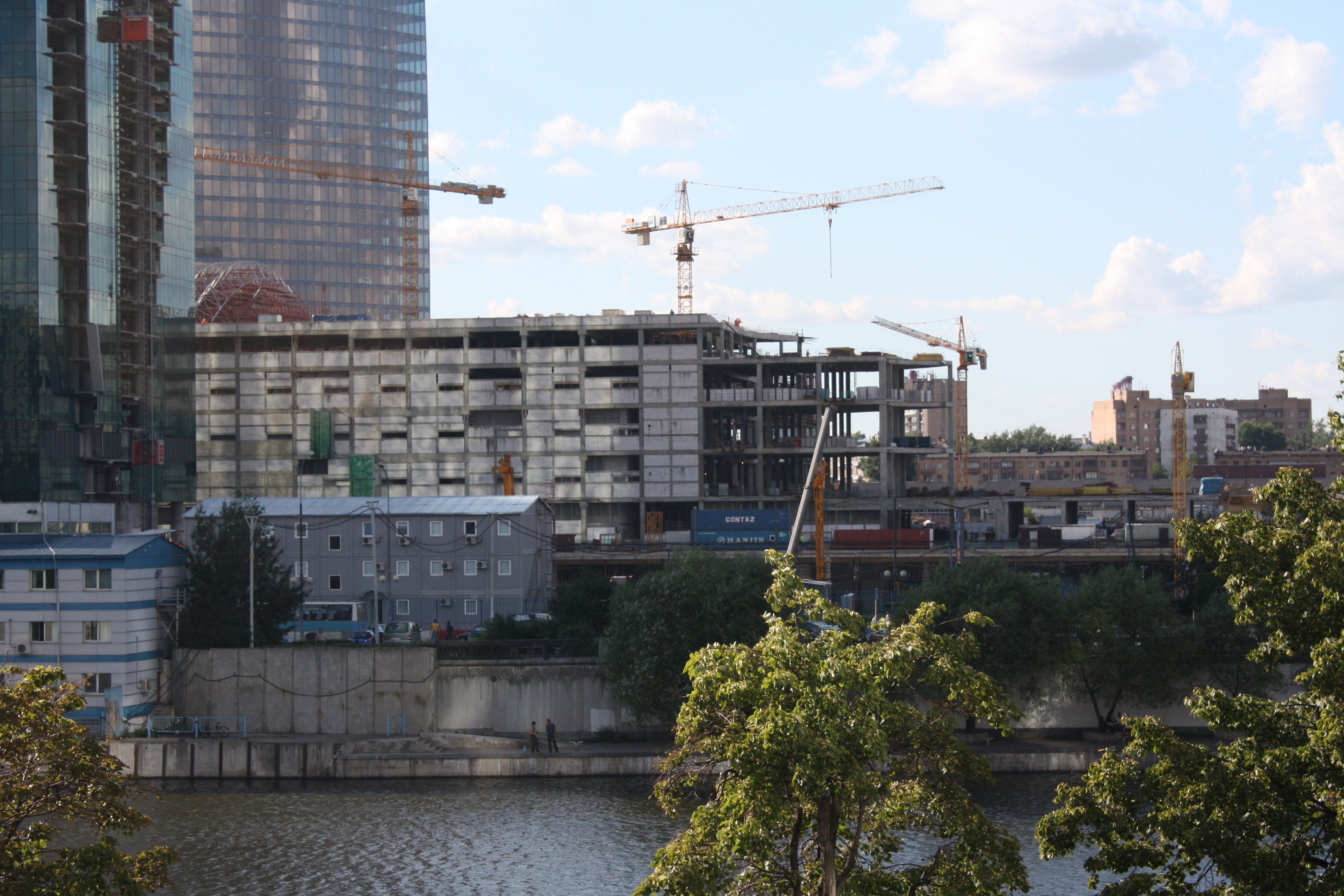
2008년 8월 21일 공사중인 러시아 타워

## 역사
러시아 타워는 1994년 높이 648m, 125층으로 당시 세계 최고층 빌딩을 목표로 플룻 2와 3 자리에 계획되었다.
그러던 중 2003년 중반 플룻 14자리에 층수는 그대로 두지만, 층수는 더 높인 134층으로 업그레이드 시킨다.
다시 2004년 위치를 플룻 17, 18 자리로 이동시킨다.
그러던 중 2008년 경제위기로 러시아 경제사정이 악화되자 결국 이 빌딩은 취소된다.

## 같이 보기
- 러시아의 마천루 목록
- 페더레이션 타워 (현재 모스크바 최고층 건물)
- 모스크바 국제 비즈니스 센터